# Liste der Gemeindeverbände im Département Eure-et-Loir
Das Département Eure-et-Loir liegt in der Region Centre-Val de Loire in Frankreich. Es untergliedert sich in 12 Gemeindeverbände.
Siehe auch: Liste der Gemeinden im Département Eure-et-Loir

## Gemeindeverbände

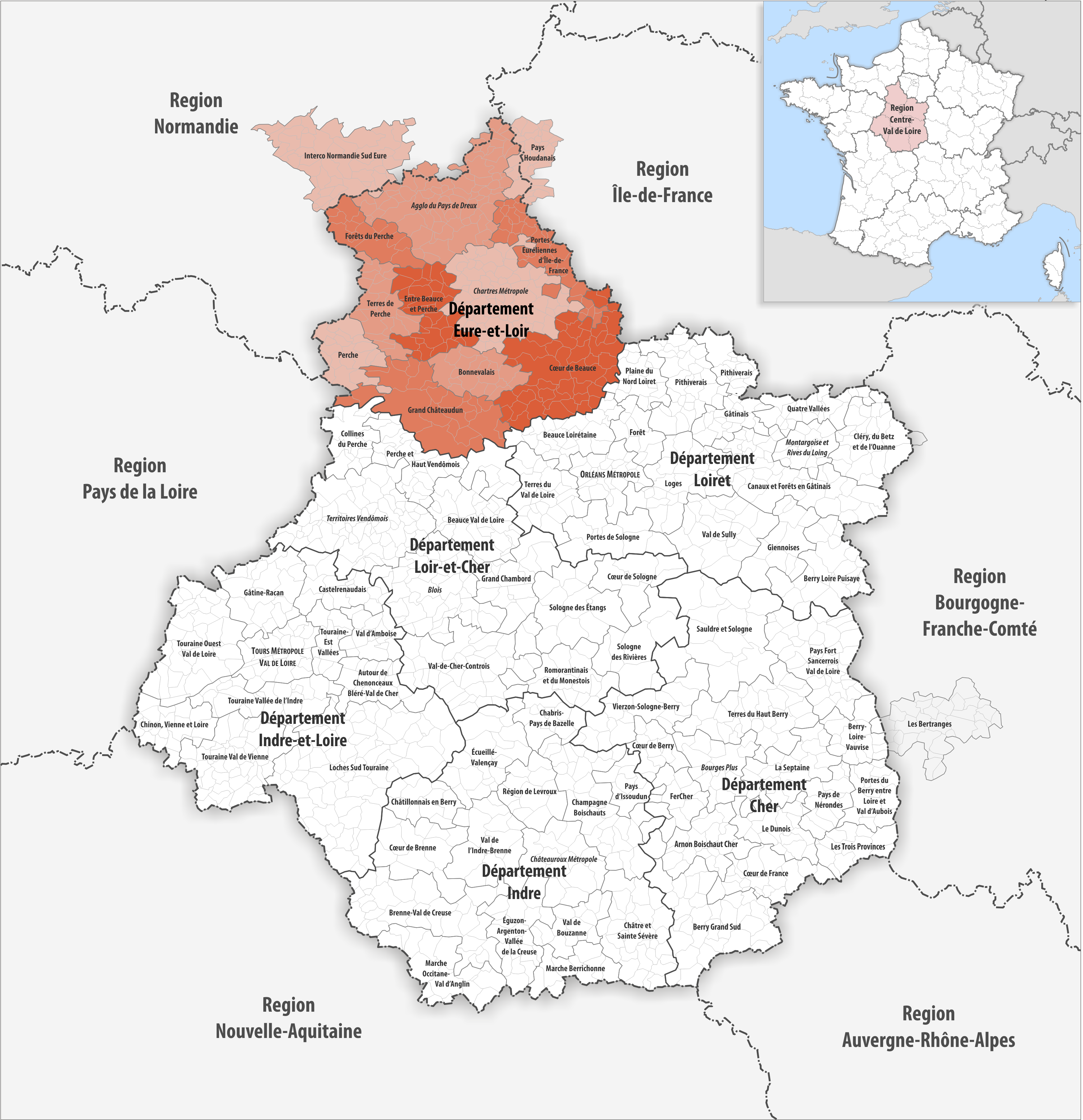
Gemeindeverbände im Département Eure-et-Loir

| Gemeindeverband                    | Gemeinden im Départ./Verband | Einwohner 1. Januar 2022 | Fläche km² | Dichte Einw./km² | SIREN- Nummer | Rechtsform                 | Gründungsdatum     |
| ---------------------------------- | ---------------------------- | ------------------------ | ---------- | ---------------- | ------------- | -------------------------- | ------------------ |
| Agglo du Pays de Dreux             | 75/81                        | 116.484                  | 1.055,70   | 110              | 200 040 277   | Communauté d’agglomération | 1. Januar 2014     |
| Bonnevalais                        | 19/19                        | 12.203                   | 339,42     | 36               | 242 852 465   | Communauté de communes     | 5. Dezember 2002   |
| Chartres Métropole                 | 66/66                        | 136.921                  | 858,30     | 160              | 200 033 181   | Communauté d’agglomération | 9. Juli 2012       |
| Cœur de Beauce                     | 46/46                        | 24.406                   | 963,29     | 25               | 200 070 159   | Communauté de communes     | 1. Januar 2017     |
| Entre Beauce et Perche             | 33/33                        | 21.164                   | 452,01     | 47               | 200 058 360   | Communauté de communes     | 1. Januar 2016     |
| Forêts du Perche                   | 15/15                        | 7.700                    | 314,67     | 24               | 200 069 912   | Communauté de communes     | 1. Januar 2017     |
| Grand Châteaudun                   | 23/23                        | 39.734                   | 787,44     | 50               | 200 069 961   | Communauté de communes     | 1. Januar 2017     |
| Interco Normandie Sud Eure         | 1/45                         | 37.606                   | 811,42     | 46               | 200 066 462   | Communauté de communes     | 16. September 2016 |
| Pays Houdanais                     | 4/36                         | 30.287                   | 290,98     | 104              | 247 800 550   | Communauté de communes     | 30. Dezember 1997  |
| Perche                             | 20/20                        | 17.971                   | 326,84     | 55               | 200 006 971   | Communauté de communes     | 26. Dezember 2006  |
| Portes Euréliennes d’Île-de-France | 39/39                        | 48.698                   | 400,58     | 122              | 200 069 953   | Communauté de communes     | 1. Januar 2017     |
| Terres de Perche                   | 22/22                        | 14.116                   | 367,55     | 38               | 200 070 167   | Communauté de communes     | 1. Januar 2017     |